# Stretto di Tsugaru

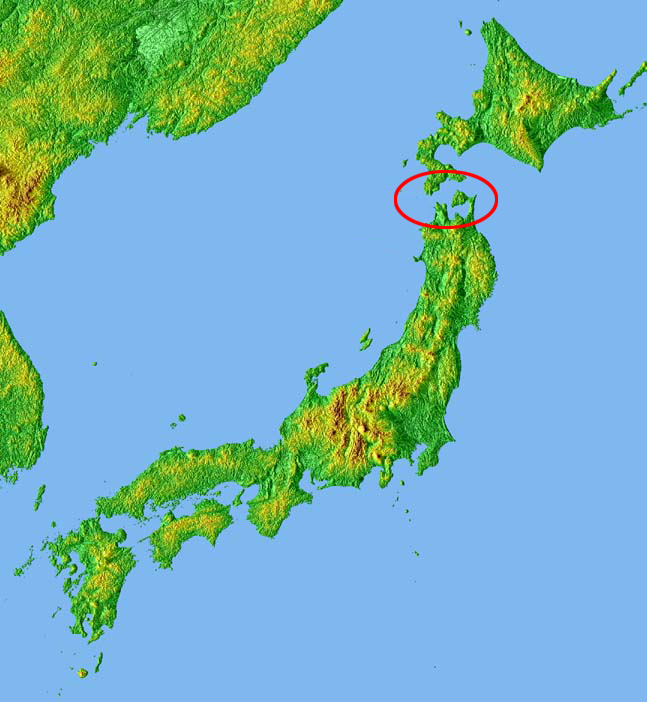
Localizzazione dello stretto di Tsugaru

Lo stretto di Tsugaru è uno stretto che si trova tra le isole di Honshū e Hokkaidō, nel nord del Giappone. Esso collega il mar del Giappone all'oceano Pacifico. Il suo nome deriva dalla parte occidentale della prefettura di Aomori.

## Passaggio
La galleria Seikan è un tunnel ferroviario che passa sotto alla distanza minima (19,5 km) tra le due isole, ossia l'estremità della penisola Tsugaru di Honshu (Tappi Misaki) e la punta della penisola Matsumae di Hokkaido (Shirakami Misaki). Nel 1954 il traghetto Tōya Maru affondò nello stretto causando la morte di 1172 persone e determinando l'accelerazione dei lavori di costruzione della galleria.